# اولاد فارس (الجزایر)
اولاد فارس (الجزایر) (به عربی: أولاد فارس) یک شهرداری در الجزایر است که در استان الشلف واقع شده‌است. اولاد فارس ۳۰٬۰۶۸ نفر جمعیت دارد.